# Паризька обсерваторія

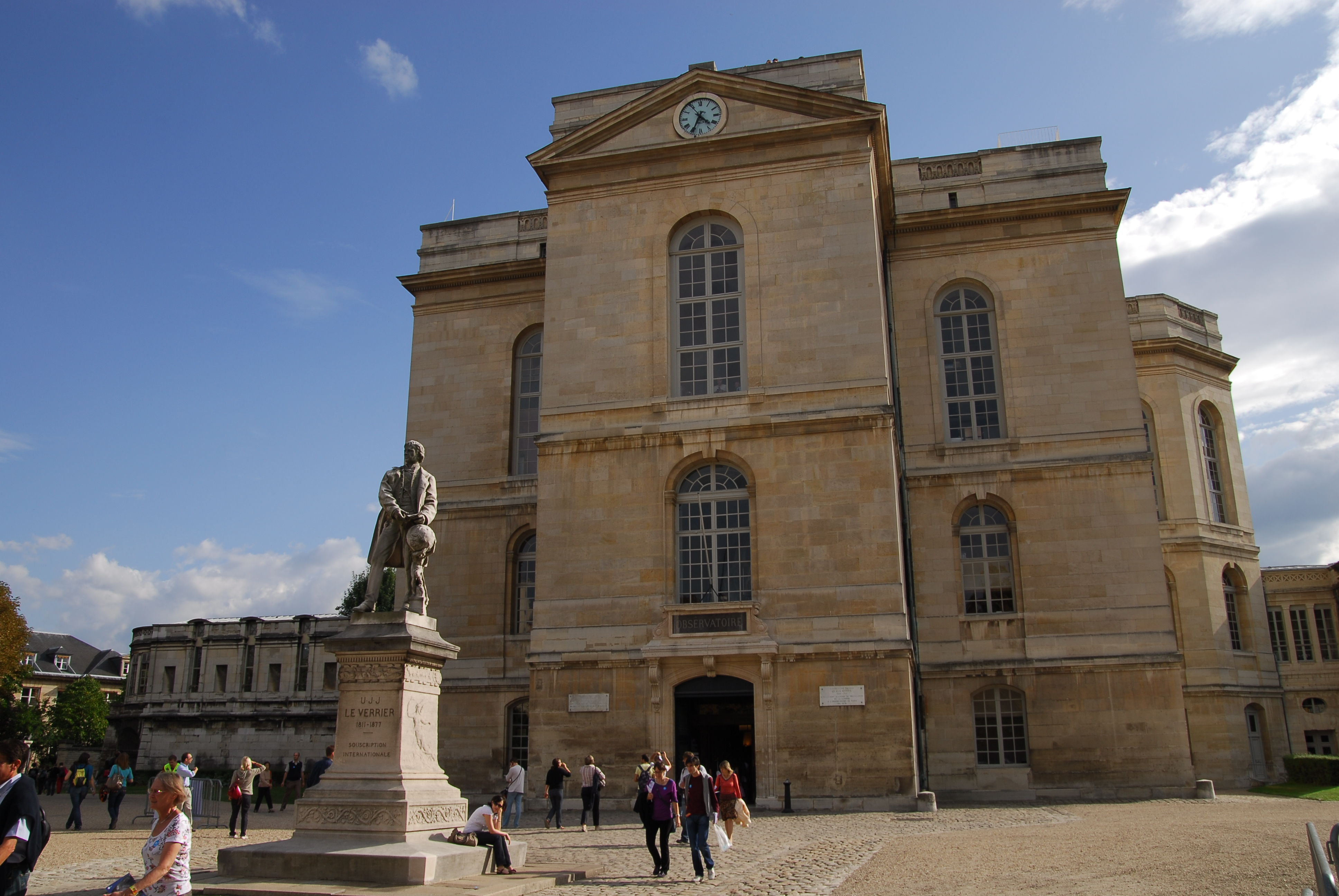
Північний фасад. Статуя Урбена Левер'є

Паризька обсерваторія — астрономічна обсерваторія, чиї споруди розташовані в трьох місцях: Париж (Авеню Обсерваторія, частина центру міста на лівому березі Сени), Медон (на місці стародавнього замку Медону) та Нансе.
Паризьку обсерваторію було засновано в 1667 р. з метою створити астрономічну обсерваторію оснащену точними (на той час) інструментами, що дозволили б провести детальне картування для навігації. Вона стала своєрідним доповненням до французької Академії наук заснованої на рік раніше. Ця обсерваторія зіграла дуже важливу роль у розвитку астрономії на теренах колишньої Європи. Саме там набули бурхливого розвитку у Франції такі науки як геодезія, картографія та метеорологія.

## Історія

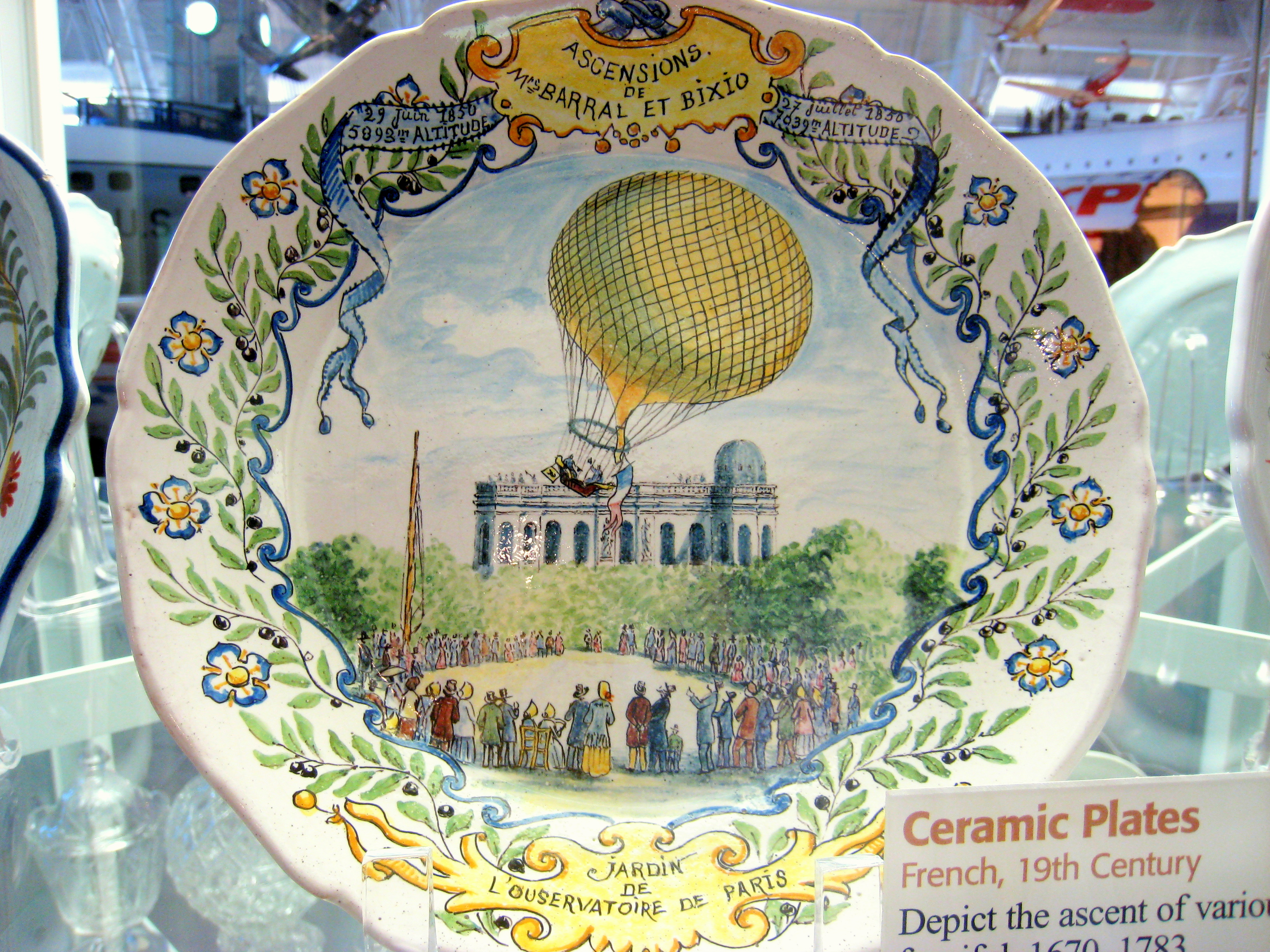
Будівля Паризької обсерваторії на сувенірній тарілці

Внаслідок вимог численних науковців й особливо Адрієна Озу, який написав Луї XIV листа у 1665 році з проханням створити без заминок спеціальну установу для розвитку наук та мистецтв, король Франції та Жан-Батист Кольбер заснували у 1666 році французьку Академію наук.
На своєму першому засіданні 22 грудня 1966 академія постановила створити королівську обсерваторію, яка пізніше перетворилася на паризьку обсерваторію. Вона повинна була слугувати місцем для наукових зустрічей і для проведення експериментів всіма академіками. Але внаслідок далекого (на той час) розташування обсерваторії від Парижу з цією метою її використовували лише астрономи.
21 червня 1667 року (в день літнього сонцестояння) математики французької академії наук безпосередньо на місці майбутнього будинку обсерваторії зробили відмітки на землі щодо розташування меридіана та інших напрямків, необхідних для точного орієнтування будівлі відносно сторін світу. Будівля обсерваторії була спроєктована архітектором та лікарем Клодом Перро, який доводився братом новелісту Шарлю Перро, що працював також секретарем Кольбера. Згідно з планом вісь симетрії обсерваторії повинна визначати положення місцевого меридіана, який відтоді стали іменувати паризьким меридіаном. У 1669 р. Кольбер доручив керувати обсерваторією Джованні Кассіні, який істотно модифікував будівлю. Король Франції Луї XIV перший раз відвідав паризьку обсерваторію у травні 1682, лише через 10 років після закінчення її будівництва.

### Обсерваторія Медону

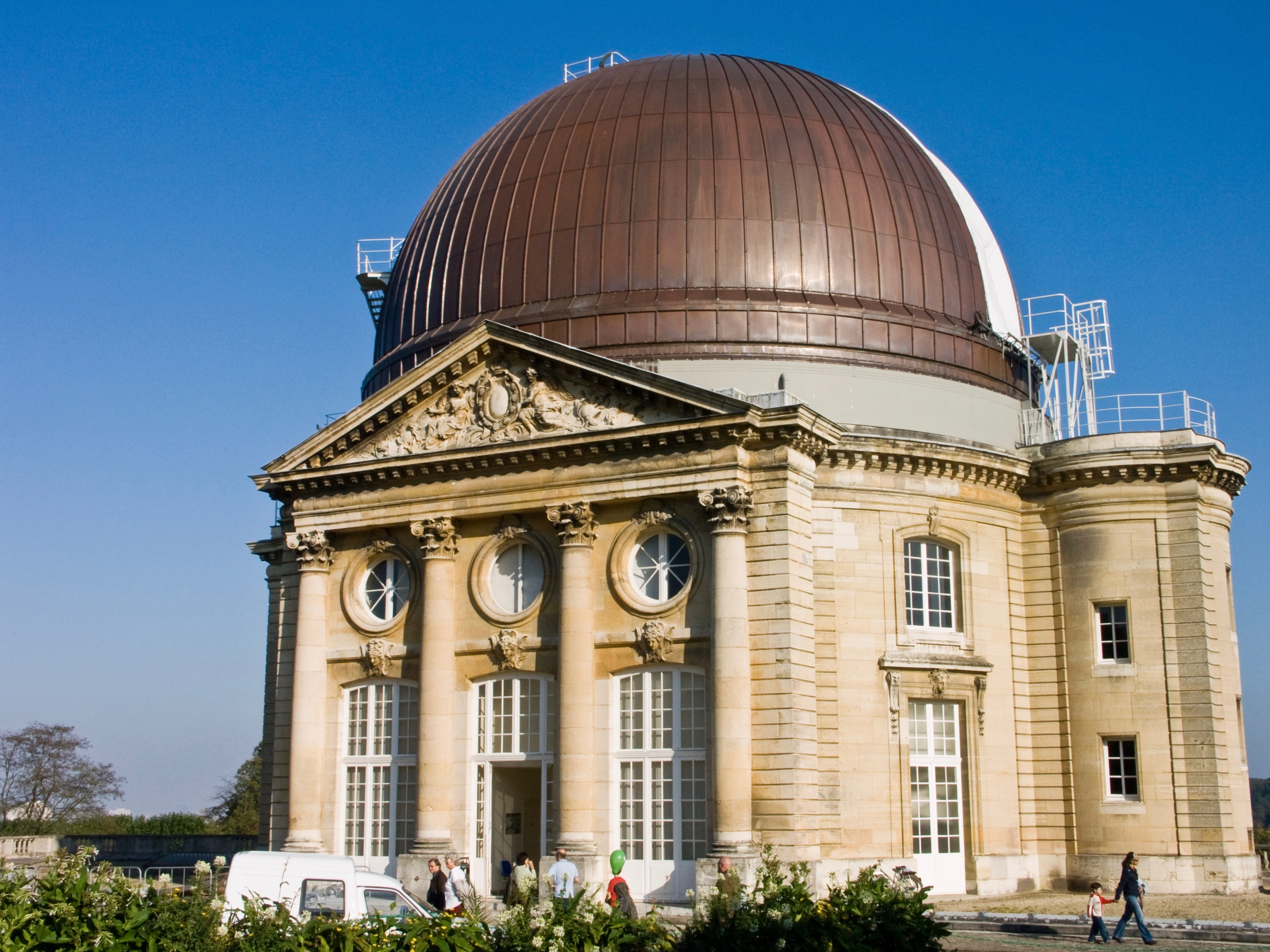
Великий купол над замком в Медоні

Павільйон в Медоні було відкрито у 1876 р. на місці стародавнього замку Медону.
Жуль Жансен презентував проєкт реставрації замку в Медоні, отримав під нього необхідні кошти (більше мільйона франків тієї епохи) і заснував там у 1876 році астрофізичну обсерваторію. Було побудовано великий купол, який містив інструменти для астрономічних спостережень. Обсерваторія Медону й по сьогоднішній день залишається ведучим інститутом Франції в галузі досліджень Сонця.

### Династія Кассіні

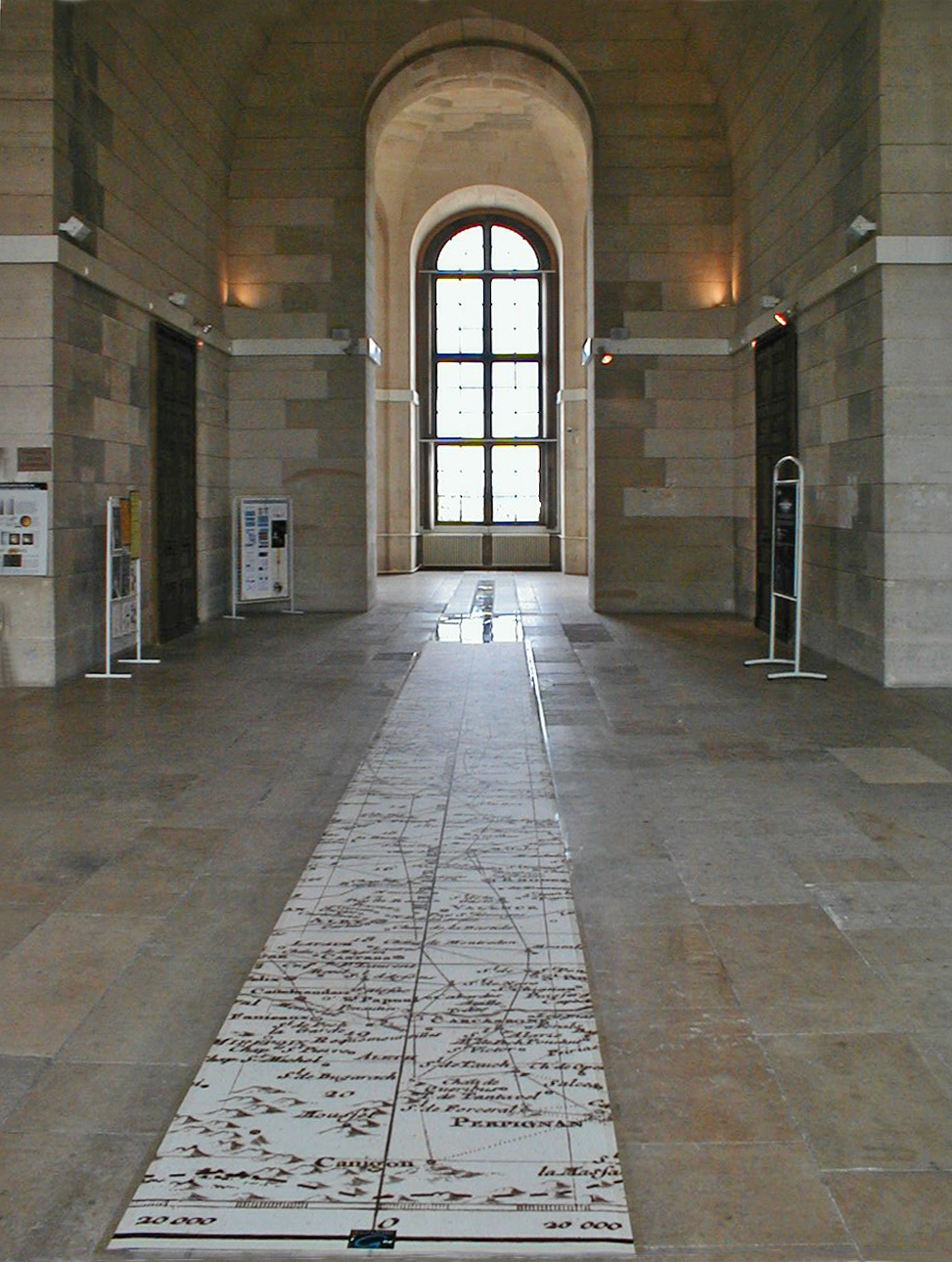
Меридіанний зал або зал Кассіні

Сім'я Кассіні керувала паризькою обсерваторією протягом 125 перших років її існування:
- Джованні Кассіні (Кассіні I), з 1669 по 1712 рік надав швидкого розвитку обсерваторії. Протягом цього періоду такі відомі астрономи як Християн Гюйгенс, Оле Ремер та інші часто відвідували обсерваторію. Жан Пікар провів там вимірювання довжини одного градуса дуги земного меридіана.
- Жак Кассіні (Кассіні II), син Джованні Кассіні, займав керівну посаду з 1712 по 1756 рік. Загалом обсерваторія перебувала під керівництвом французької Академії наук, але в дійсності директор обсерваторії міг діяти досить незалежно.
- Цезар-Франсуа Кассіні[en] (Кассіні III, також відомий як Кассіні де Тюрі), молодший син, керував обсерваторією з 1756 по 1784 рік. Під час його керування суттєво розвинулися дослідження в галузі геодезії та картографії.
- Жан-Домінік Кассіні[en] (Кассіні IV), один із молодших синів, зазнав переслідувань під час Французької революції й керував обсерваторією з початку 1784 р. Роком пізніше він прийняв на роботу[5] трьох учнів: Нікола-Антуан Нуєт, Жан Пемі де Вільнеф та Александр Руел[6], яких було згодом визнано астрономами (професорами). Оскільки Жан-Домінік Кассіні був монархістом, то його було усунуто з посади у 1793 році.

Усі представники роду Кассіні брали активну участь у роботі й житті обсерваторії та безпосередньо там жили.

### Після революції

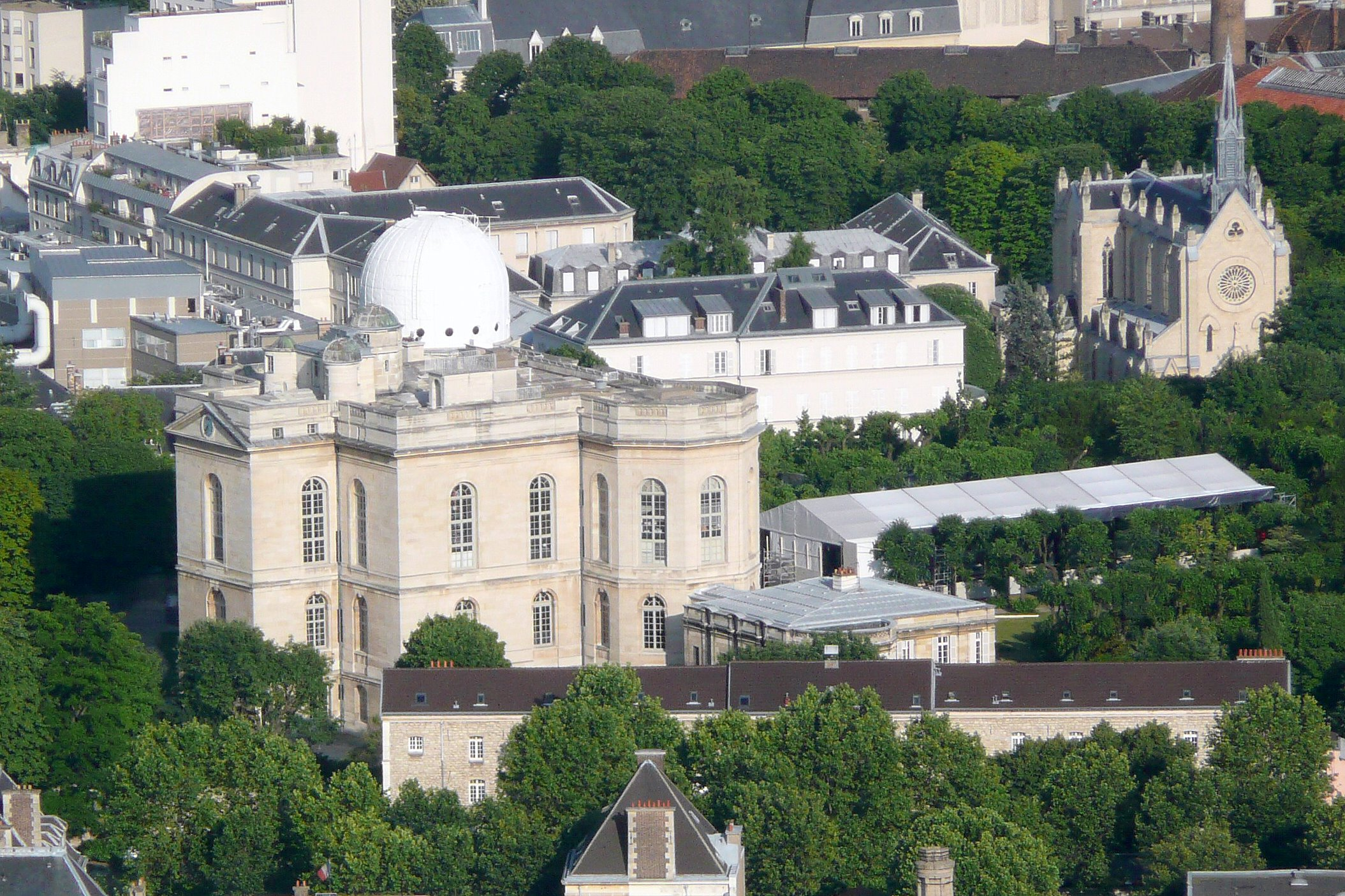
Вид на обсерваторію з верхівки гори Монпарнас

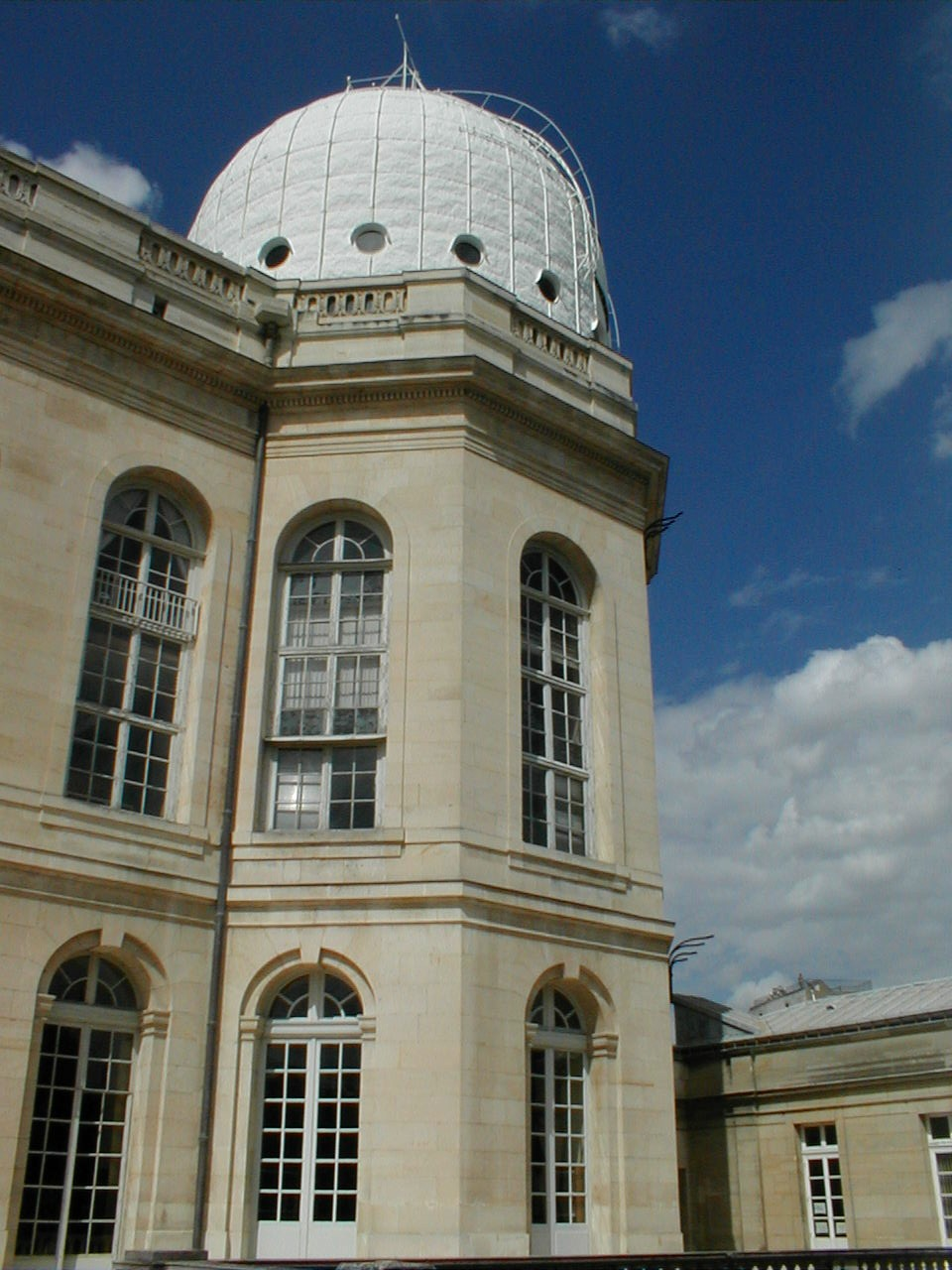
Купол Араго

Після усунення з посади директора Жана Кассіні обсерваторія зазнала деяких утисків під час Французької революції внаслідок своїх тісних зв'язків з французькою монархією. 16 липня 1789 р. в районі обсерваторії було проведено обшук у пошуках зброї та продовольства, проте в самій обсерваторії нічого не знайшли. Забрали тільки гроші.
Декретом від 25 липня 1795 р. було засноване бюро довгот, якому підпорядкували також і паризьку обсерваторію. Проте її основним завданням залишився розвиток астрономії. Астрономи Жозеф Лаланд, Жан-Домінік Кассіні, П'єр Меше та Жан-Батіст Деламбр були поновлені в правах й отримували зарплатню.
З 1795 року посаду директора обсерваторії послідовно обіймали:
- Лаланд, з 1795 по 1800 рік, під керівництвом якого обсерваторія зробила 10 грудня 1799 р. стандартизацію мір, метра та кілограма. Ці два еталони мір зберігалися в обсерваторії до 1889 року. Опісля їх було перенесено до новоствореного в Серві міжнародного бюро мір та ваг.
- П'єр Мешен з 1800 по 1804 рік.
- Жан-Батіст Деламбр з 1804 по 1822 рік.

Протягом цього періоду директор обсерваторії був водночас і президентом (якого щороку поновлювали) Бюро довгот і займався загалом адміністративною роботою. Тому астрономи могли діяти автономно, коли це стосувалося їхньої наукової праці. З 1808 р. Алексіс Бувар був скарбником Бюро довгот і виконував адміністративні обов'язки в обсерваторії аж до своєї смерті у 1843 р. У квітні 1834 р., згідно з новим регламентом Бюро довгот, директором паризької обсерваторії було номіновано Франсуа Араго, який повинен був керувати повсякденною роботою обсерваторії, працею астрономів та їхніх учнів.
Франсуа Араго розвивав в обсерваторії фотометрію та вперше виконав дагеротипію Сонця. Він встановив у башті великий оптичний телескоп з екваторіальним монтуванням. Для цього у 1846—1847 роках архітектор Альфонс де Гісор збільшив башту та переобладнав її новим куполом. Проте з технічних причин телескоп не можна було використовувати ще з 25 років. Протягом цього часу Леон Фуко почав використовувати відбиваюче дзеркало покрите сріблом.
Урбен Левер'є обіймав посаду директора з 1854 р. по 1870 р. Він започаткував в обсерваторії метеорологію, заснував метеорологічне бюро й потім переніс його в Парк Монсурі. Будучи досить близьким до нової влади і водночас членом французького Сенату, він значно розширив повноваження директора паризької обсерваторії й зумів підняти зарплату астрономам. Проте його авторитарний характер привів до напружених відношень з персоналом обсерваторії. Відповідно, після колективної заяви 14 астрономів, його було звільнено з посади директора.
З 1878 року аж до своєї смерті в 1892 році обсерваторією керував Аміраль Мушез. У 1887 році він вирішив створити «Карту зоряного неба». У той час над цим проєктом працювало близько 180 обсерваторій світу. Він поновив інструментальну базу обсерваторії, відкрив її для проведення публічних екскурсій й привів місцевий час Франції до часу паризького меридіана.
Фелікс Тіссеран обіймав посаду директора обсерваторії з 1892 р. аж до своєї смерті у 1896 р. Присвятивши більшість свого часу розробці «Трактату про небесну механіку», він також приділяв увагу проведенню інших робіт та спостережень в обсерваторії.
З 1897 р. до 1907 р. паризькою обсерваторією керував Моріс Леві. Він брав активну участь у створенні та вдосконаленні «Карти зоряного неба».
Бенжамен Байо обіймав посаду директора обсерваторії з 1908 р. по 1926 р. Він ініціював створення Міжнародного бюро часу, яке згодом увійшло до Міжнародного бюро мір і ваг. Також він брав активну участь в обновленні астрономічного обладнання та інструментів на французьких обсерваторіях.
З 1927 р. по 1929 р. посаду директора обіймав Анрі Деландр, який одночасно був директором і астрономічної обсерваторії в Медоні. Об'єднання цих двох обсерваторій в єдину організацію допомогло йому стати також на чолі і паризької обсерваторії. Деляндр намагався перевезти більшість астрономічного обладнання з паризької обсерваторії (яка по суті опинилася вже в центрі міста) в медонську обсерваторію, розташування якої було зручнішим для проведення астрономічних спостережень. Паризькій обсерваторії він планував надати загалом лише адміністративні функції. Проте цей проєкт ніколи не було втілено у життя.

### Період в околіДругої світової війни
Ернест Есклагон керував паризькою обсерваторією в період з 1927 по 1944 р. Він був одним з ініціаторів створення телефонних послуг годинника, що розмовляє у 1932 р. Під час окупації Франції Німеччиною Есклагон разом зі співробітниками перебралися до Бордо, щоб продовжити надавати Службу часу. Тимчасові обов'язки директора Паризької обсерваторії виконував на той час Арманд Ламберт. Після Комп'єнського перемир'я 1940 р. обсерваторія продовжувала працювати в нормальному режимі. Проте, у 1943 році Ламберта було заарештовано німецькою владою як єврея і відправлено до концтабору в Аушвіц, звідки він вже не повернувся.

### Після війни
З кінця Другої світової війни аж до 1963 р. посаду директора обсерваторії обіймав Андре-Луї Данжон. У 1953 р. радіообсерваторію Нансе було приєднано до Паризької обсерваторії. Це дало можливість здійснити численні відкриття в галузі вивчення природи сонячної корони та Юпітера.

### Сучасна епоха

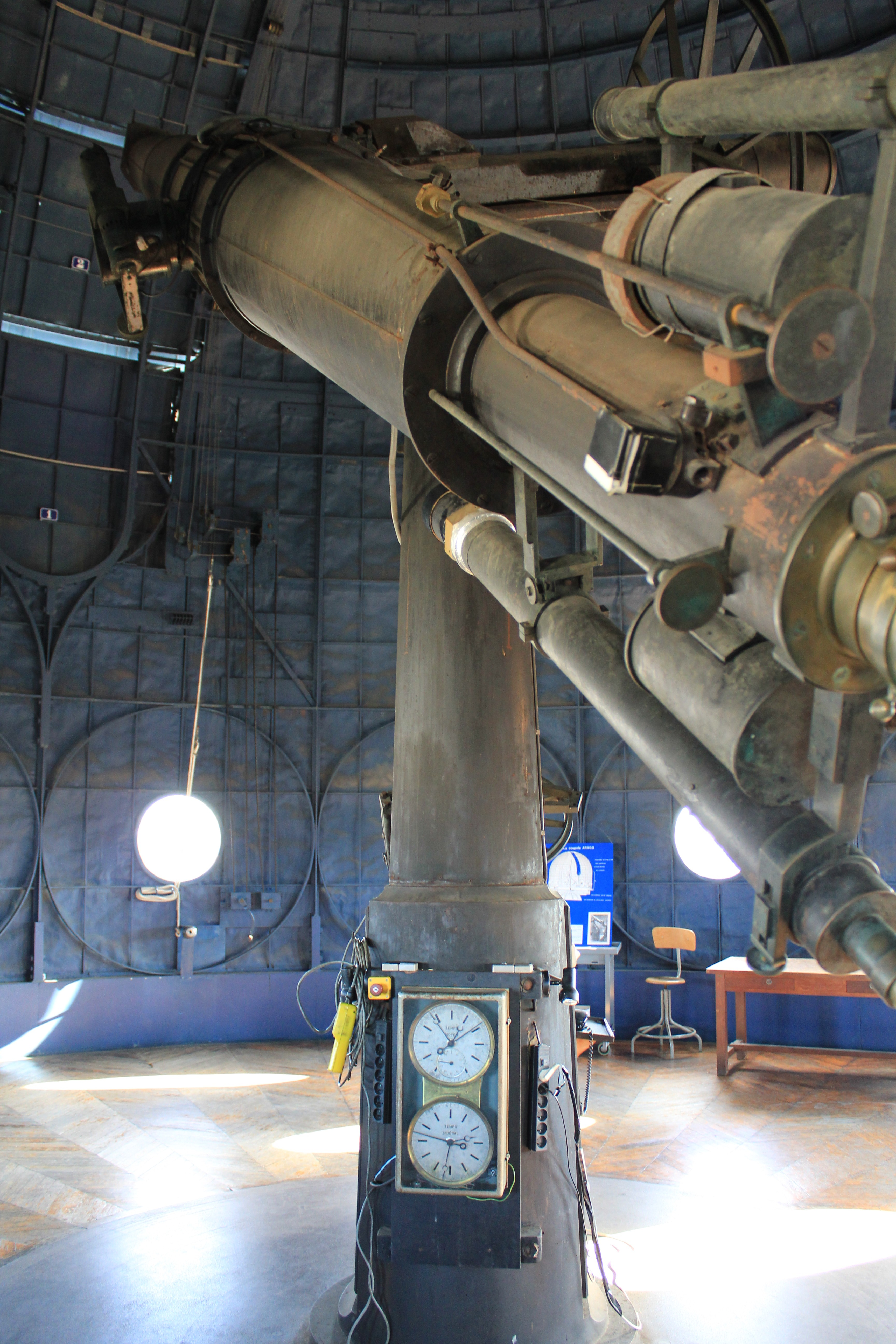
Екваторіальний телескоп під куполом Араго. Загалом цей телескоп використовують для навчання в обсерваторії студентів.

Розмістивши свої астрономічні павільйони в Парижі, Медоні та Нансе, паризька обсерваторія є великою установою, що діє під егідою Міністерства вищої освіти та наукових досліджень Франції. Вона є основоположним членом фундації «Париж науки та просвіти — латинський квартал».
Очолювана Клодом Катала паризька обсерваторія є найбільшим національним інститутом, що проводить дослідження в галузі астрономії. Сьогоденна діяльність дослідників обсерваторії покриває всі сучасні області астрономії та астрофізики:

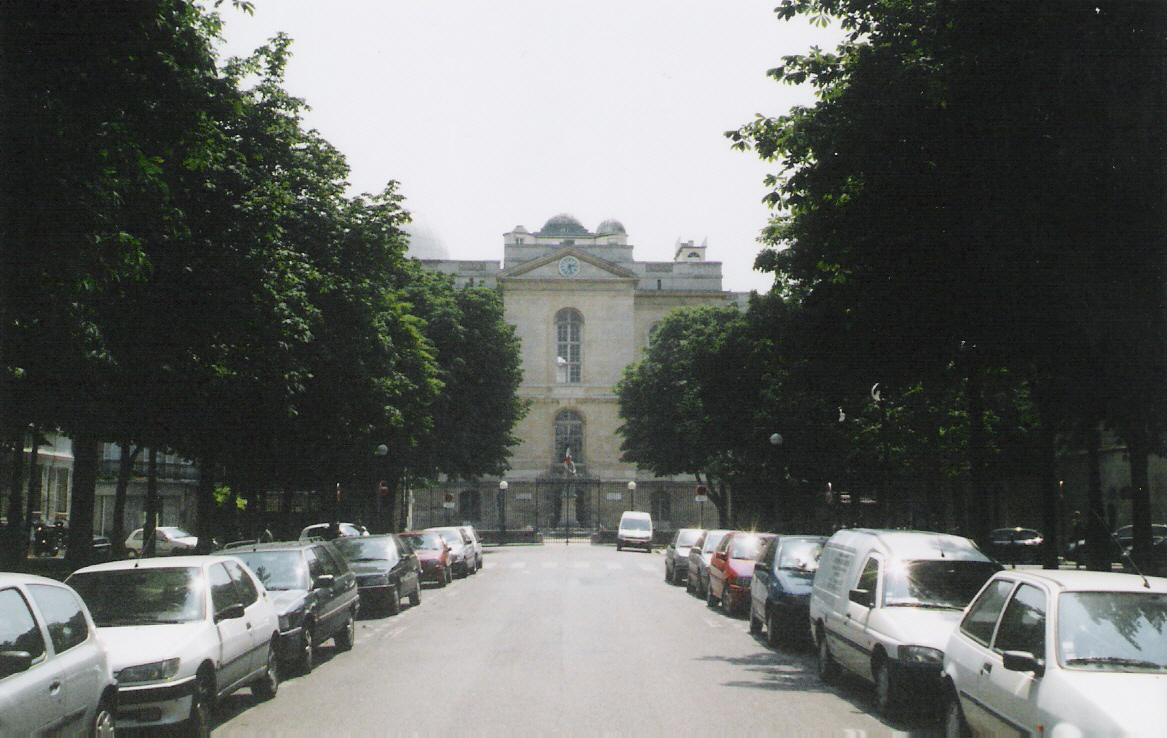
Авеню Обсерваторія. Паризький меридіан проходить вздовж осі цієї вулиці.

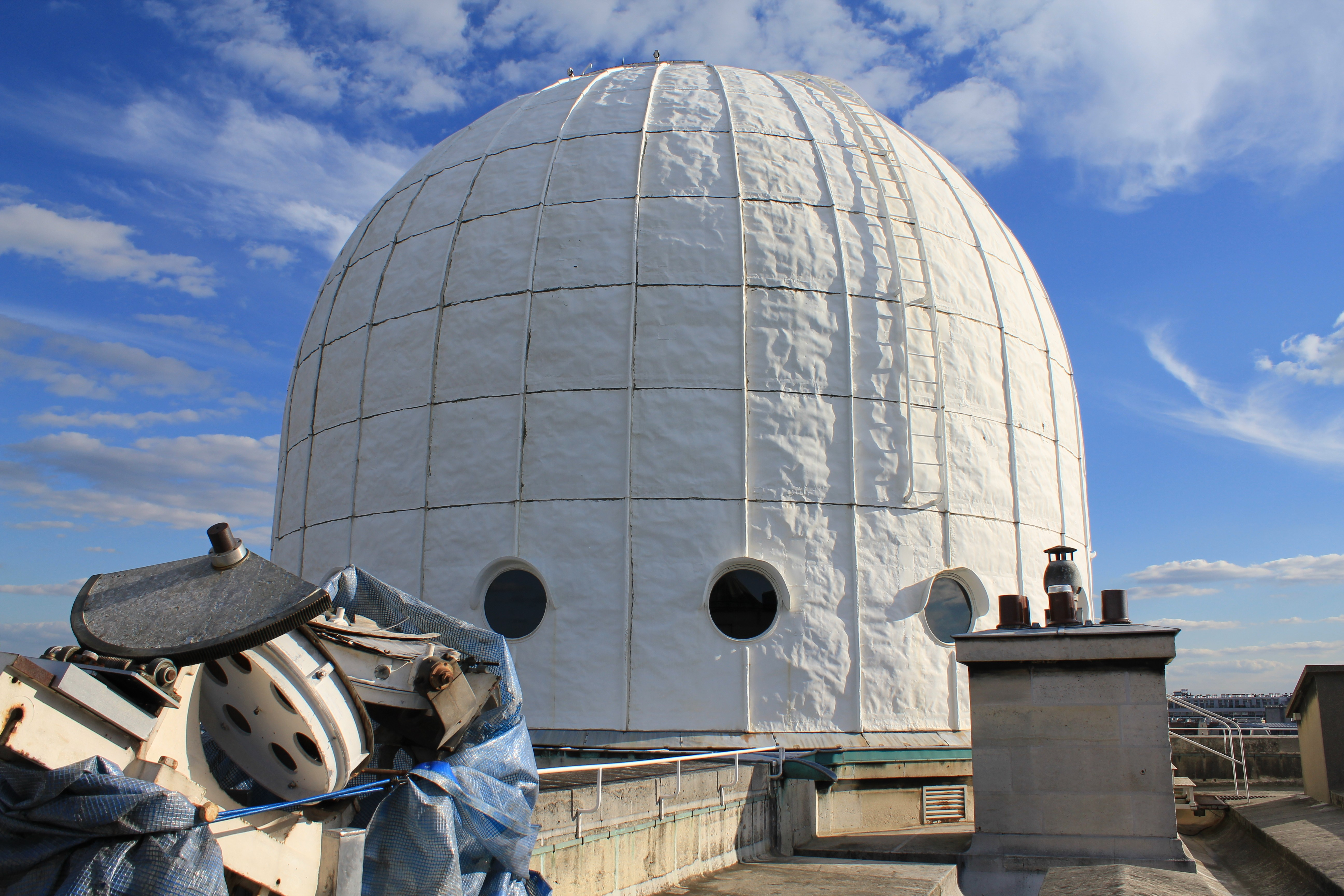
Купол Араго, якого видно з тераси

- Сонце та сонячно-земні зв'язки
- Планети та планетні системи
- Формування зір
- Міжзоряне середовище
- Формування та еволюція галактик
- Космічні частинки
- Космологія
- Метрологія простору та часу
- Історія та філософія наук

### Перелік директорів
- Джованні Кассіні (1671—1712)
- Жак Кассіні (фр. Jacques Cassini (1712—1756)
- Цезар-Франсуа Кассіні[fr] (1756—1784)
- Жан-Домінік Кассіні[fr] (1784—1793)
- Жан Пемі де Вільнеф, тимчасовий директор (вересень 1793—1794)
- Нікола-Антуан Нуєт[fr], тимчасовий директор (близько 1794—1795)
- Жозеф Жером Лефрансуа де Лаланд (1795—1800)
- П'єр Франсуа Андре Мешен (1800—1804)
- Жан-Батіст Жозеф Деламбр (1804—1822)
- Алексіс Бувар[en] (1822—1843)
- Франсуа Араго (1843—1853)
- Урбен Левер'є (1854—1870)
- Шарль Ежен Делоне (1870—1872)
- Урбен Левер'є (1873—1877)
- Амеде Мушез[fr] (1878—1892)
- Фелікс Тіссеран (1892—1896)
- Моріс Леві[fr] (1896—1907)
- Бенжамен Байо[en] (1908—1926)
- Анрі Деландр (1926—1929)
- Ернест Ескланьо[fr] (1929—1944)
- Андре-Луї Данжон (1945—1963)
- Жан-Франсуа Деніс[fr]  (1963—1967)
- Жан Делає[fr] (1967—1971)
- Реймон Мішар (1971—1976)
- Жак Булон (1976—1981)
- П'єр Шарвен (1981—1991)
- Мішель Комб[fr] (1991–1999)
- П'єр Кутюр'є (1999—2003)
- Даніель Еґре (2003—2011)
- Клод Катала (2011—)

## Навчання

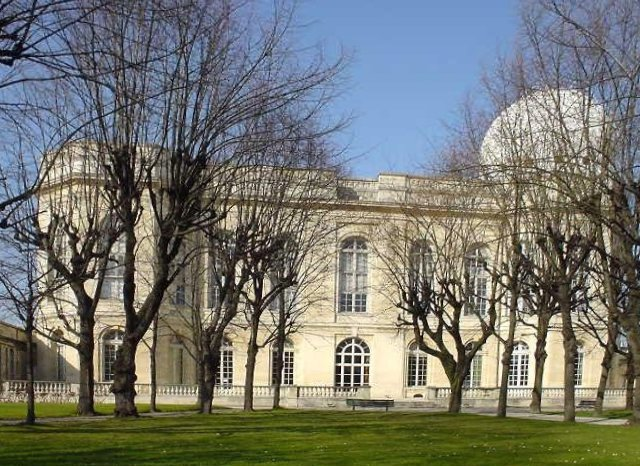
Південна тераса

Нині обсерваторія пропонує навчання в галузі астрономії та астрофізики для осіб, що вже мають ступінь магістра, зі здобуттям наукового ступеня доктора філософії (український аналог кандидата наук). Обсерваторія надає також можливість дистанційного навчання.